# Leonor de Aragón y Foix
Leonor de Aragón y Foix fue hija del infante Pedro I, conde de Ribagorza y Prades y Juana de Foix. Por línea paterna, era nieta del rey Jaime II de Aragón y la reina Blanca de Anjou.  Sus abuelos maternos fueron fueron Gastón I, señor de Foix, Castellbó y Bearne y su esposa, Juana de Foix, que pertenecía a la casa real de Francia. Asimismo, era prima hermana del rey Pedro IV el Ceremonioso.

## Biografía
Nació probablemente en el castillo de Falset, condado de Prades, hacia 1333. Sus hermanos fueron: 
- Alfonso, II conde de Ribagorza y Denia, marqués de Villena y duque de Gandía. Se casó con Violante de Arenós
- Juan, III conde de Prades y barón de Entenza
- Jaime, obispo de Tortosa y Valencia
- Juana

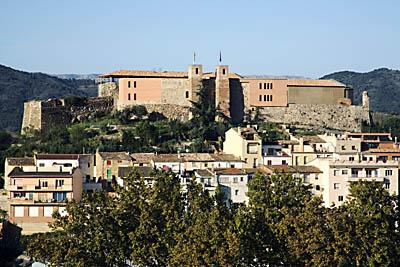
Fotografía actual del Castillo de Falset

Leonor se casó en 1353 con Pedro de Lusignan, conde de Trípoli y heredero del reino de Chipre. Esta unión formaba parte de la política matrimonial del reino de Aragón, por la que se establecieron vínculos dinásticos con varios estados del Mediterráneo. Este matrimonio garantizaba su expansión comercial hacia Oriente.

## Reina de Chipre
El rey Pedro IV de Aragón arregló en 1353 la boda entre su prima Leonor y Pedro I de Chipre. Por este matrimonio, Leonor se convirtió en reina de Chipre y reina titular de Jerusalén y Armenia.
El reinado de Leonor fue una época convulsa para Chipre. Su esposo tenía varias amantes, algo que ella no soportaba y la convirtió en una persona dura e inflexible. En 1366, Pedro partió a una cruzada contra Alejandría, dejando a Leonor como regente de Chipre.

Tras un largo viaje del rey por Europa, se extendió el rumor de que Leonor tenía una relación adúltera con Juan de Morfú, conde de Rochas. Para evitar un conflicto con Aragón en caso de acusar abiertamente a la reina o dar por cierto el adulterio tomando represalias contra el supuesto amante, Pedro I decidió sacrificar a los calumniadores para restablecer el honor de su consorte.

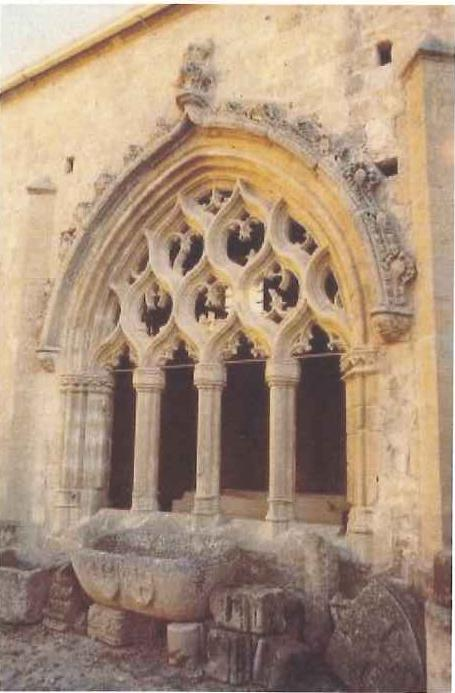
Esta ventana es el único resto conservado del Palacio de los Lusignan en Nicosia

Varios de los nobles del reino de Chipre sufrieron las iras del rey, cuya tiranía fue aumentando hasta culminar con su propio asesinato el 17 de enero de 1369 presuntamente instigado por sus hermanos, Juan y Jacobo de Lusignan.
Del matrimonio quedaron dos hijos: Pedro, el sucesor, aún menor de edad, y Margarita, que se casaría con Jacobo, conde de Edesa y Trípoli. Leonor se quedó en Chipre para proteger los derechos dinásticos de su hijo, en cuyo nombre actuó como regente junto a sus cuñados.
A causa de la inestable situación de Chipre, Leonor reclamó la ayuda de la República de Génova.  Con la colaboración de Juan de Morfú, los genoveses conquistaron la ciudad de Famagusta en 1373 y encarcelaron a Jacobo. La propia Leonor estuvo implicada en el asesinato de Juan en 1374.
En 1378, Pedro se casó con Valentina Visconti, hija de Bernabé Visconti, señor de Milán. Leonor no se avino con su nuera, propensa a participar en intrigas y escándalos. Finalmente intervino su primo el rey aragonés Pedro el Ceremonioso, su primo, reclamando su presencia en Cataluña. Leonor abandonó definitivamente Chipre el año 1381, tras la entronización de su hijo. Pedro II de Chipre murió en 1382, siendo sucedido en el trono por su tío Jacobo I de Chipre. Con este hecho se rompían todos los lazos de Leonor con Chipre y comenzaba la decadencia del reino, que acabó en poder de los genoveses y en 1570 pasó a poder de los turcos.

## Señora de Valls
Sin rentas para mantenerse, el rey Pedro otorgó a Leonor una pensión de 2.000 florines de oro de Aragón y en 1382 el señorío de Valls, que gobernó conjuntamente con el arzobispo de Tarragona. 
Leonor se instaló en el palacio arzobispal, que se convirtió en una corte con sirvientes y oficiales, algunos de los cuales la habían acompañado desde Chipre. Aunque en principio la reina fue bien recibida en Valls, sus favoritos provocaron una revuelta al negarse a pagar el impuesto sobre la importación de vino. Esta revuelta provocó varios muertos en ambos bandos, y finalmente los cortesanos se vieron obligados a ceder.
Tras la muerte del rey Pedro IV, le sucedió su hijo Juan I, que cedió su parte del señorío de Valls al obispo de Tarragona. Las relaciones con la población se habían deteriorado a causa del conflicto del vino, y a pesar de sus intentos por mejorarlas a base de donaciones y regalos, la animadversión hacia Leonor creció, centrándose en su escribano. En 1394, los vecinos de Valls irrumpieron violentamente en el palacio de la reina y asesinaron al escribano. Afectada por esta revuelta, la reina abandonó definitivamente Valls y se refugió en Gratallops.

## Fallecimiento

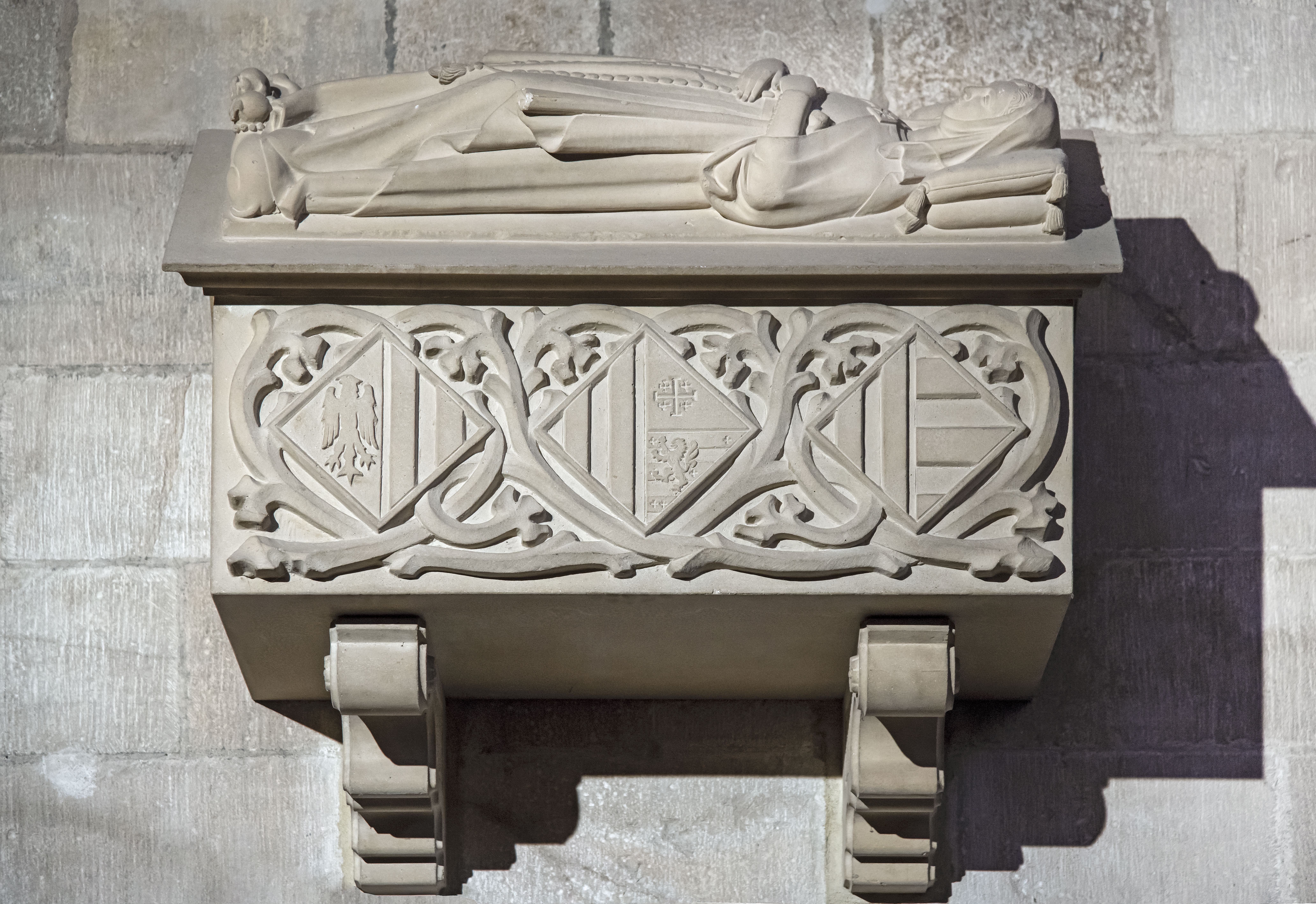
Su tumba en Barcelona.

Leonor murió el 26 de diciembre de 1416 en el castillo de Falset (Tarragona-Cataluña) y fue enterrada ocho días después de su muerte, es decir, el 2 de enero de 1417 en el convento de San Francisco de Barcelona, en cuya construcción ella misma había colaborado.
En 1692 se amplió el presbiterio de la iglesia de San Francisco y se abrió el sepulcro de la reina. Se encontró su cuerpo incorrupto, se le hicieron nuevos hábitos y el sepulcro se colocó detrás del retablo, tras una vidriera y expuesto a la veneración de los fieles. El sarcófago logró salvarse del incendio del convento de los franciscanos en el año 1835.

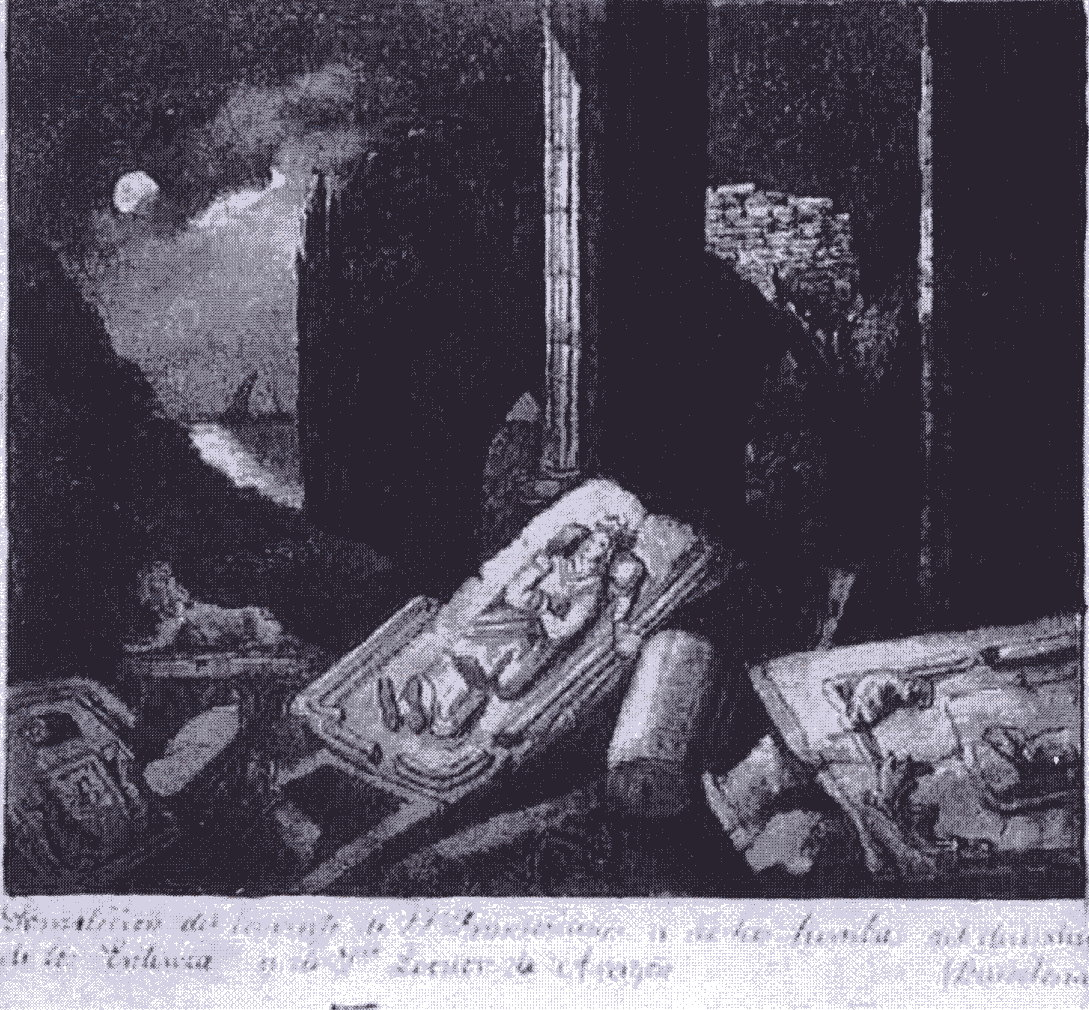
Imagen del claustro de los Franciscanos y sus tumbas reales en ruinas (1879).

El cuerpo fue trasladado al convento de las franciscanas, en el barrio del Poble Sec, y allí se conservó hasta la Semana Trágica, en 1909. El día 27 de julio el convento de las franciscanas del Poble Sec fue incendiado y el cadáver quedó reducido a cenizas.
Desde 1998, los restos de Leonor de Aragón se encuentran depositados en la catedral de Barcelona.